# Kelly Monteith
Kelly Monteith (Saint Louis, 17 ottobre 1942 – Los Angeles, 1º gennaio 2023) è stato un comico, showman e scenografo statunitense.

## Biografia
Divenne noto per la sceneggiatura e la conduzione dello show comico della BBC, Kelly Monteith. Scoperto agli inizi degli anni '70 del XX secolo, Monteith partecipò al Tonight della NBC e al Des O'Connor Tonight della BBC. Ebbe un suo varietà di breve durata sul canale CBS nel 1976 dal titolo The Kelly Monteith Show prima di essere ingaggiato dalla BBC per il Kelly Monteith nel 1978. Lo spettacolo fu realizzato per tre serie e fu caratterizzato da frequenti intrusioni oltre la quarta parete, mostrando Monteith nel suo camerino prima e dopo una scena. Kelly Monteith vinse la Rosa d'Oro per la BBC al Festival della Rosa d'Oro di Montreux durante la realizzazione delle serie.
Morì il 1º gennaio 2023 a Los Angeles.